# خوسه ماریا ایگلسیاس
خوسه ماریا ایگلسیاس (اسپانیایی: José María Iglesias‎؛ ۵ ژانویهٔ ۱۸۲۳ – ۱۷ نوامبر ۱۸۹۱) یک سیاست‌مدار، و فیلم‌نامه‌نویس اهل مکزیک بود.